# Max: The Curse of Brotherhood
Max: The Curse of Brotherhood (с англ. — «Макс: Проклятие братства») — компьютерная игра, в жанре головоломка-платформер разработанная Press Play для консолей Xbox One и Xbox 360, и персональных компьютеров под Microsoft Windows Игра была анонсирована во время презентации Microsoft на игровыставке E3 2013. Это продолжение игры прошлой работы Press Play - Max & the Magic Marker 2010 года выпуска.

## Сюжет
Макс (англ. Max), протагонист игры Max & the Magic Marker, однажды приходит домой из школы, и замечает, что его младший брат Феликс играет в своей комнате и сломал его любимые игрушки. Раздраженный младшим братом Макс ищет в Интернете на сайте поисковой системы «Giggle» способ избавиться от Феликса. И сразу же натыкается на заклинание, которое обещает, что его брат исчезнет. Прочитав заклинание вслух открывается таинственный портал, из которого вылазит гигантский коготь и похищает его младшего брата Феликса. Понимая последствия своих действий, Макс прыгает без колебаний в портал, чтобы спасти брата и попадает в волшебный и враждебный мир, управляемый злым лордом Мусташо (англ. Mustacho) и его приспешниками. Догоняя монстра, укравшего Феликса, а затем и убегая от него, Макс приходит к огромному дереву, где живёт старая леди (англ. Old Lady), которая наделяет маркер Макса волшебными свойствами. Теперь маркер может рисовать в определённых местах реальные объекты, помогающие Максу одолеть врагов и проходить препятствия, что бы спасти брата.

## Игровой процесс
Механика Max: The Curse of Brotherhood основанная на головоломках с использованием физики, с элементами платформера в пространстве 2,5D со свободной и движущийся камерой. В игре 7 глав и в общей сложности 20 уровней. Все уровни связаны так, что создаётся ощущение, как один длинный путь. К тому же платформерменную механику разбавляет элемент, волшебный маркер, который вводит творческий и открытый подход к тому, как головоломки могут быть решены. На протяжении всей игры волшебный маркер может иметь различные свойства и возможности.

## Критика
| Сводный рейтинг       | Сводный рейтинг |
| Агрегатор             | Оценка          |
| --------------------- | --------------- |
| GameRankings          | 72,79 %         |
| Metacritic            | 72/100          |
| Иноязычные издания    |                 |
| Издание               | Оценка          |
| Destructoid           | 8/10            |
| Edge                  | 7/10            |
| Game Informer         | 6/10            |
| GameSpot              | 6/10            |
| GamesRadar+           | [ 13 ]          |
| GameZone              | 5,5/10          |
| IGN                   | 6/10            |
| Hardcore Gamer        | [ 16 ]          |
| Русскоязычные издания |                 |
| Издание               | Оценка          |
| «Игромания»           | 6/10            |

Игра Max: The Curse of Brotherhood получила в основном позитивные отзывы, средний балл составляет 72/100 на Metacritic и 72,79 % на GameRankings.
GamesRadar высоко оценил изобретательные и хорошо сбалансированные головоломки, великолепное визуальное исполнение и красивые пейзажи, привносящие свежесть и чарующие ощущения в жанр платформера. Сайт Destructoid также дал высокую оценку визуальной составляющей в очаровательном стиле «а-ля Pixar» и выразил восхищение сочетанием интеллектуальных головоломок, перемежающихся с захватывающим действием в незабываемом мире. Edge описал его как запоминающимся и приятным платформером с изобретательными головоломками и потоком новых взглядов. Но они отмечают, что игра «растягивает контроль за их зоной комфорта» и критикует ограничение свободы рисовать, что и где вы хотите. GameSpot понравился окружающие пейзажи и дизайн в сочетании с привлекательным сюжетом и главным героем. Что касается головоломок, они изначально интригуют, но получились повторяющиеся и поэтому предсказуемы по ходу игры.
Game Informer писал, что Тщеславие игры была «трюком, что просто не работает все, что хорошо», и по этой причине, они не ожидали, что игроки дойдут до конца игры. Они добавили, что контроллер Xbox One не был достаточно точным для решения головоломок. Они высоко оценили последнюю головоломку. Kotaku не рекомендовал игру, которая они по сравнению с более крупной версии игры iPhone. Он дал высокую оценку юмору игры и качеству исполнения задним планам, но жаловался, что механика рисования в игре была неоправданно сложна и в то же время растянутая продолжительность игры. Hardcore Gamer раскритиковал игру за то, что в ней нет нарушения любых новых земель и невозможность использовать особенности Kinect для механики рисования, восхваляя его озвучивание, звуковые эффекты и звуковое сопровождение. GameZone заявил, что трудно рекомендовать Max: The Curse of Brotherhood поклонникам приставок, так как игра представляет из себя безумие механики. Тем не менее, он высоко оценил визуальные эффекты, называя их «бесконтрольно великолепными» и высоко оценила пейзажи, которые, «в сочетании с блестящим освещением делают его похожим на интерактивный фильм Pixar».